# Ophiomyia akbari
Ophiomyia akbari este o specie de muște din genul Ophiomyia, familia Agromyzidae. A fost descrisă pentru prima dată de Singh și Ipe în anul 1971. Conform Catalogue of Life specia Ophiomyia akbari nu are subspecii cunoscute.